# Corsini Bianchi
Corsini Bianchi è una frazione del comune di Pistoia.
Situata a circa 3 km a nord del capoluogo di provincia, è composta da un piccolo complesso residenziale caratterizzato da un agglomerato di fabbricati di origine trecentesca, posto a guardia ed in posizione predominante rispetto alla città.
La maggioranza dei residenti se pur non parenti fra loro portano il cognome Corsini.
Il paese probabilmente eretto direttamente da una famiglia Corsini in piena contraddizione politica con quello fondatore del limitrofo paese dei Corsini Neri, posto verso ovest rispetto a quelli bianchi e diviso dal fosso Burellina.
Il castello dei Corsini Bianchi ha ancora importanti tracce della propria natura rurale ma anche della forza difensiva che storicamente l'ha portato a difendersi dai limitrofi Corsini e dai borghi circostanti (Germinaia, Candeglia etc.) non tanto per vere e proprie guerriglie storiche ma per screzi di varia natura.
Il piccolo borgo un tempo facente parte della parrocchia di San Michele a Pulica, piccola pieve romanica sconsacrata verso la prima metà del Cinquecento a favore della limitrofe Chiesa di Sant'Alessio a Bigiano, viene festeggiato annualmente presso l'antica pieve il 13 settembre.
Nell'anno 2007, tale festa è rientrata all'interno delle giornate europee della cultura grazie al patrocinio del Comune di Pistoia e del suo archivio storico.
Di particolare pregio è un'edicola affrescata presumibilmente nella prima metà del Seicento raffigurante Gesù crocifisso.